# Master of Light
Master of Light è il nono album del gruppo musicale power metal tedesco Freedom Call. È stato pubblicato l'11 novembre 2016 da Steamhammer.

## Tracce
1. Metal Is for Everyone – 4:52
2. Hammer of the Gods – 3:11
3. A World Beyond – 5:54
4. Masters of Light – 5:29
5. Kings Rise and Fall – 4:02
6. Cradle of Angels – 5:03
7. Emerald Skies – 3:39
8. Hail the Legend – 3:58
9. Ghost Ballet – 3:07
10. Rock the Nation – 3:11
11. Riders in the Sky – 4:15
12. High Up – 3:03

## Formazione

### Gruppo
- Chris Bay – voce, chitarra
- Lars Rettkowitz – chitarra
- Ilker Ersin – basso
- Ramy Ali – batteria

### Ospiti
- Tobias Heindl – violino (traccia 12)
- Oliver Hartmann – cori
- Dr. Haag
- Chris Stark – cori
- Felix Piccu – cori

### Produzione
- Chris Bay – produzione, registrazione
- Stephan Ernst – produzione, registrazione, missaggio, mastering
- Michael Dorschner – grafica, copertina, fotografia